# Davit Modzmanashvili
Davit Modzmanashvili (in georgiano დავით მოძმანაშვილი?; Tbilisi, 9 novembre 1986) è un lottatore georgiano naturalizzato uzbeko, specializzato nella lotta libera. Ha rappresentato la Georgia ai Giochi olimpici estivi di Londra 2012, dove ha originariamente vinto la medaglia d'argento. Tuttavia è stato squalificato per doping con provvedimento della commissione disciplinare ed il CIO gli ha revocato la medaglia.

## Palmarès

### Per la Georgia
- Mondiali

Istanbul 2011: bronzo nei 120 kg.
- Europei

Belgrado 2012: bronzo nei 120 kg.

### Per l'Uzbekistan
- Giochi asiatici

Giacarta 2018: bronzo nei 125 kg.
- Campionati asiatici

Biškek 2018: oro nei 125 kg.
- Giochi asiatici indoor

Aşgabat 2017: oro nei 125 kg.